# Bresnica (miasto Čačak)
Bresnica (cyr. Бресница) – wieś w Serbii, w okręgu morawickim, w mieście Čačak. W 2011 roku liczyła 1295 mieszkańców.